# Élections sénatoriales françaises de 2004
À la suite de la fin des mandats de neuf ans des sénateurs de la série C, une élection sénatoriale est organisée le 26 septembre 2004 afin de renouveler le tiers des membres du Sénat.
Il s'agit du dernier renouvellement de la série C. À la suite de la réforme du code électoral de 2004, les sénateurs ne sont plus élus par tiers pour neuf ans, mais par moitié pour six ans. 
Le scrutin concernait alors 28 départements métropolitains (soit 115 sièges dont 8 nouvellement créés), 2 départements d'Outre-mer (Guadeloupe et Martinique, soit 5 sièges dont 1 nouvellement créé), 2 collectivités d'Outre-mer (Saint-Pierre-et-Miquelon et Mayotte soit 3 sièges dont 1 nouvellement créé) et 4 sénateurs des Français établis hors de France.

## La série C avant renouvellement
Avant les élections, sur les 117 sénateurs sortants, on comptait : 
- Groupe UMP : 60 membres, 2 apparentés (un ancien RPR et un DVD) et 3 rattachés (2 DVD et un ancien RPR)
- Groupe SOC : 22 membres et un apparenté (RDM)
- Groupe CRC : 11 membres
- Groupe UC : 10 membres
- Groupe RDSE : 6 membres (2 PRG, 2 UDF, un PRV et un GUSR) et un rattaché (dissident du PPM).
- RASNAG : un membre (un MPF)

## La série C après renouvellement
À la suite des élections, sur les 127 entrants, on comptait :
- Groupe UMP : 61 élus (sur les 65 sortants, 30 ont été reconduits, 28 ne se représentaient pas, dont les 2 apparentés et les 3 rattachés, et 7 n'ont pas été réélus ; 26 nouveaux ont été élus (dont 2 sur les 10 sièges créés : un dans le Vaucluse et un à Mayotte ; 2 des 7 sortants battus ont été remplacés par des nouveaux élus UMP ; pour ce qui est des 28 sièges dans lesquels les UMP sortants ne se représentaient pas, 21 ont été conservés par l'UMP ; enfin, l'UMP a gagné 1 siège de sénateur des Français établis hors de France). À cela s'ajoutent trois autres élus sur des listes divers droites (un siège nouvellement créé dans les Yvelines et deux autres remplaçant des sénateurs UMP qui ne se représentaient pas) qui ont adhéré au groupe et encore deux autres s'y sont affiliés (dont Charles Pasqua dans les Hauts-de-Seine, au détriment d'un membre de la liste officielle de l'UMP).
- Groupe SOC : 37 élus
- Groupe UC : 12 élus
- Groupe CRC : 11 élus
- Groupe RDSE : 3 élus
- RASNAG : 3 élus

Une partie des sénateurs de la série C ont été choisis par tirage au sort pour faire partie de la future série 1 (un mandat de six ans courant jusqu'en 2010), et l'autre partie pour la future série 2 (un mandat de neuf ans jusqu'en 2013).
À noter le choix exceptionnel prolongement d'un an les mandats de tous les sénateurs de la période 2004-2007 : à la suite d'un trop grand nombre d'élections en 2007 (cinq prévues, soit neuf tours répartis), les élections municipales sont repoussées à l'année 2008, entraînant avec elles les élections cantonales et donc les sénatoriales ; il était en effet considéré comme peu républicain de faire élire des sénateurs par un collège électoral élu en grande partie sept ans plus tôt. Les mandats des sénateurs élus en 2004 expireront donc en 2011 au plus tôt, en 2014 au maximum.

## Résultats

### Résultats par nuances
| Nuances                  | Nuances                            | Nuances                  | Scrutin proportionnel | Scrutin proportionnel | Scrutin proportionnel | Scrutin majoritaire | Scrutin majoritaire | Scrutin majoritaire | Scrutin majoritaire | Scrutin majoritaire | Scrutin majoritaire | Scrutin majoritaire | Total sièges |  |
| Nuances                  | Nuances                            | Nuances                  | Scrutin proportionnel | Scrutin proportionnel | Scrutin proportionnel | Premier tour        | Premier tour        | Premier tour        | Second tour         | Second tour         | Second tour         | Total               | Total sièges |  |
| Nuances                  | Nuances                            | Nuances                  | Voix                  | %                     | Sièges                | Voix                | %                   | Sièges              | Voix                | %                   | Sièges              | Total               | Total sièges |  |
| ------------------------ | ---------------------------------- | ------------------------ | --------------------- | --------------------- | --------------------- | ------------------- | ------------------- | ------------------- | ------------------- | ------------------- | ------------------- | ------------------- | ------------ |  |
|                          | Union pour un mouvement populaire  | UMP                      | 9 175                 | 30,54                 | 31                    | 17 891              | 39,70               | 11                  | 9 380               | 40,53               | 11                  | 22                  | 53           |  |
|                          | Parti socialiste                   | SOC                      | 4 681                 | 15,58                 | 14                    | 10 979              | 24,36               | 5                   | 6 460               | 27,91               | 3                   | 8                   | 22           |  |
|                          | Union de la gauche                 | GAU                      | 4 253                 | 14,16                 | 16                    |                     |                     |                     |                     |                     |                     |                     | 16           |  |
|                          | Divers droite                      | DVD                      | 4 047                 | 13,47                 | 7                     | 3 699               | 8,21                | 2                   | 1 018               | 4,40                | 1                   | 3                   | 10           |  |
|                          | Union pour la démocratie française | UDF                      | 2 887                 | 9,61                  | 5                     | 3 905               | 8,66                | 1                   | 3 024               | 13,07               | 3                   | 4                   | 9            |  |
|                          | Parti communiste français          | COM                      | 1 955                 | 6,51                  | 7                     | 2 594               | 5,76                | 0                   | 801                 | 3,46                | 0                   | 0                   | 7            |  |
|                          | Union UMP - UDF                    | DTE                      | 1 440                 | 4,79                  | 3                     |                     |                     |                     |                     |                     |                     |                     | 3            |  |
|                          | Divers gauche                      | DVG                      | 554                   | 1,84                  | 0                     | 2 817               | 6,25                | 0                   | 2 164               | 9,35                | 4                   | 4                   | 4            |  |
|                          | Parti radical de gauche            | RDG                      |                       |                       |                       | 1 536               | 3,41                | 2                   |                     |                     |                     | 2                   | 2            |  |
|                          | Les Verts                          | VEC                      | 448                   | 1,49                  | 0                     | 518                 | 1,15                | 0                   | 2                   | 0,01                | 0                   | 0                   | 0            |  |
|                          | Front national                     | FN                       | 345                   | 1,15                  | 0                     | 319                 | 0,71                | 0                   | 71                  | 0,31                | 0                   | 0                   | 0            |  |
|                          | Extrême droite                     | EXD                      | 96                    | 0,32                  | 0                     | 32                  | 0,07                | 0                   |                     |                     |                     | 0                   | 0            |  |
|                          | Divers                             | DIV                      | 93                    | 0,31                  | 0                     | 333                 | 0,74                | 0                   | 90                  | 0,39                | 1                   | 1                   | 1            |  |
|                          | Écologiste                         | ECO                      | 71                    | 0,24                  | 0                     | 18                  | 0,04                | 0                   |                     |                     |                     | 0                   | 0            |  |
|                          | Régionaliste                       | REG                      |                       |                       |                       | 189                 | 0,42                | 0                   | 133                 | 0,57                | 0                   | 0                   | 0            |  |
|                          | Extrême gauche                     | EXG                      | 18                    | 0,06                  | 0                     | 239                 | 0,53                | 0                   |                     |                     |                     | 0                   | 0            |  |
|                          |                                    |                          |                       |                       |                       |                     |                     |                     |                     |                     |                     |                     |              |  |
| Suffrages exprimés       | Suffrages exprimés                 | Suffrages exprimés       | 30 045                | 98,79                 |                       | 19 713              | 98,42               |                     | 14 375              | 96,81               |                     |                     |              |  |
| Votes blancs ou nuls     | Votes blancs ou nuls               | Votes blancs ou nuls     | 368                   | 1,21                  | 316                   | 1,58                | 473                 | 3,19                |                     |                     |                     |                     |              |  |
| Total                    | Total                              | Total                    | 30 413                | 100                   | 83                    | 20 029              | 100                 | 21                  | 14 848              | 100                 | 23                  | 44                  | 127          |  |
| Abstention               | Abstention                         | Abstention               | 271                   | 0,88                  |                       | 182                 | 0,90                |                     | 88                  | 0,59                |                     |                     |              |  |
| Inscrits / participation | Inscrits / participation           | Inscrits / participation | 30 684                | 99,12                 | 20 211                | 99,10               | 14 936              | 99,41               |                     |                     |                     |                     |              |  |

### Composition résumée

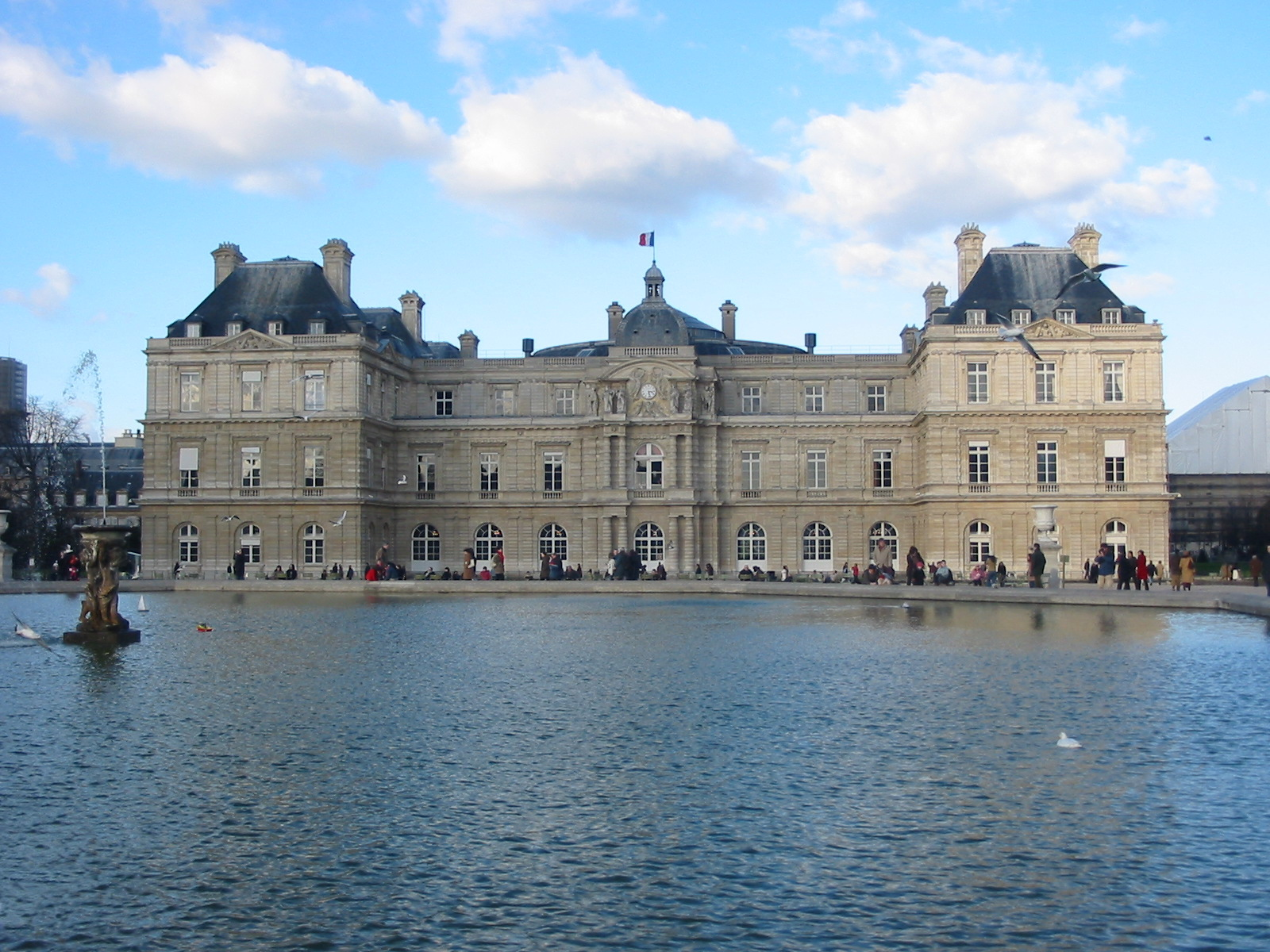
Palais du Luxembourg.

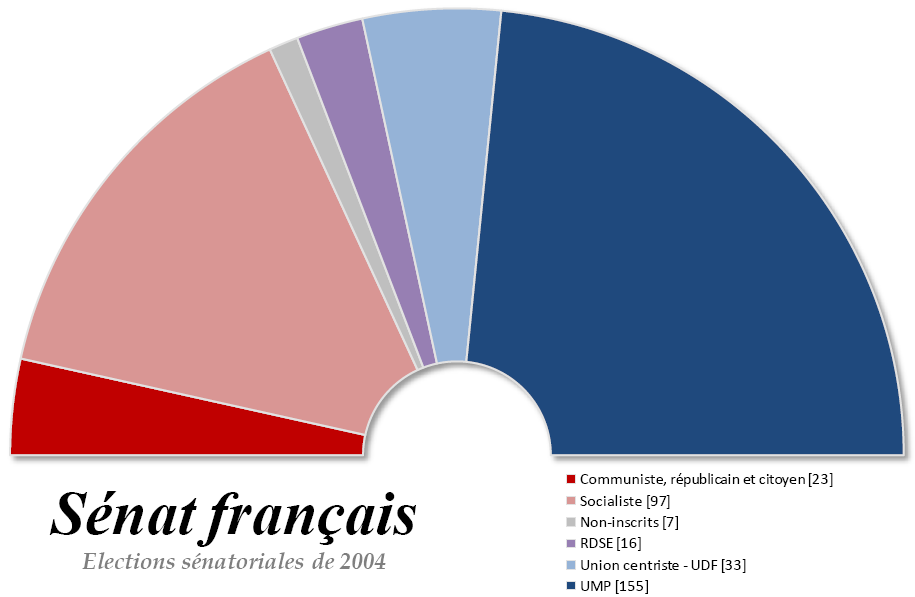
Composition du Sénat entre 2004 et 2008.

| Groupes                                                        | Groupes        | Total des sièges | Total des sièges | Total des sièges | Total des sièges | Groupe                   | Groupe                                        |
| Groupes                                                        | Groupes        | 2001             | 2004             | 2004             | Évo.             | Présidents de groupe     | Composition                                   |
| Groupes                                                        | Groupes        | 2001             | Avant            | Après            | Évo.             | Présidents de groupe     | Composition                                   |
| -------------------------------------------------------------- | -------------- | ---------------- | ---------------- | ---------------- | ---------------- | ------------------------ | --------------------------------------------- |
|                                                                | Groupe UMP     | 134              | 162              | 155              | 7                | Josselin de Rohan        | UMP : 146 Apparentés : 4 Rattachés : 5        |
|                                                                | Groupe SOC     | 83               | 83               | 97               | 14               | Jean-Pierre Bel          | Socialistes : 90 Apparentés : 3 Rattachés : 4 |
|                                                                | Groupe UC      | 53               | 31               | 33               | 2                | Michel Mercier           | Centristes : 33                               |
|                                                                | Groupe CRC     | 23               | 23               | 23               | en stagnation    | Nicole Borvo Cohen-Seat  | Communistes : 21 Rattachés : 2                |
|                                                                | Groupe du RDSE | 19               | 17               | 16               | 1                | Jacques Pelletier        | Radicaux (PRG & PRV) : 15 Rattaché : 1        |
|                                                                | RASNAG         | 6                | 5                | 7                | 2                | Délégué : Philippe Adnot | Divers droite : 4 MPF : 2 CNIP : 1            |
| Total                                                          | Total          | 318              | 321              | 331              | 10               | 6 groupes                |                                               |
| Source: Site officiel du Sénat français ; Résultats & archives |                |                  |                  |                  |                  |                          |                                               |

### Résultats par département
Les noms des sénateurs ne se représentant pas figurent en italique.
| N°  | Département                     | Sénateur sortant         | Groupe             | Groupe             | Candidat élu ou réélu        | Groupe | Groupe |
| --- | ------------------------------- | ------------------------ | ------------------ | ------------------ | ---------------------------- | ------ | ------ |
| 67  | Bas-Rhin                        | Philippe Richert         |                    | UMP                | Philippe Richert             |        | UMP    |
| 67  | Bas-Rhin                        | Francis Grignon          |                    | UMP                | Francis Grignon              |        | UMP    |
| 67  | Bas-Rhin                        | Daniel Hoeffel           |                    | UMP                | Fabienne Keller              |        | UMP    |
| 67  | Bas-Rhin                        | Joseph Ostermann         |                    | UMP                | Esther Sittler               |        | UMP    |
| 67  | Bas-Rhin                        | siège créé               | siège créé         | siège créé         | Roland Ries                  |        | SOC    |
| 68  | Haut-Rhin                       | Hubert Haenel            |                    | UMP                | Hubert Haenel                |        | UMP    |
| 68  | Haut-Rhin                       | Daniel Eckenspieller     |                    | UMP                | Catherine Troendlé           |        | UMP    |
| 68  | Haut-Rhin                       | Jean-Louis Lorrain       |                    | UMP                | Jean-Marie Bockel            |        | SOC    |
| 68  | Haut-Rhin                       | siège créé               | siège créé         | siège créé         | Patricia Schillinger         |        | SOC    |
| 69  | Rhône                           | Gérard Collomb           |                    | SOC                | Gérard Collomb               |        | SOC    |
| 69  | Rhône                           | Gilbert Chabroux         |                    | SOC                | Christiane Demontès          |        | SOC    |
| 69  | Rhône                           | Guy Fischer              |                    | CRC                | Guy Fischer                  |        | CRC    |
| 69  | Rhône                           | Serge Mathieu            |                    | UMP                | François-Noël Buffet         |        | UMP    |
| 69  | Rhône                           | René Trégouët            |                    | UMP                | Élisabeth Lamure             |        | UMP    |
| 69  | Rhône                           | Michel Mercier           |                    | UC                 | Michel Mercier               |        | UC     |
| 69  | Rhône                           | Jacques Moulinier        |                    | UC                 | Muguette Dini                |        | UC     |
| 70  | Haute-Saône                     | Yves Krattinger          |                    | SOC                | Yves Krattinger              |        | SOC    |
| 70  | Haute-Saône                     | Bernard Joly             |                    | RDSE               | Jean-Pierre Michel           |        | SOC    |
| 71  | Saône-et-Loire                  | Jean-Paul Émorine        |                    | UMP                | Jean-Paul Émorine            |        | UMP    |
| 71  | Saône-et-Loire                  | Jean-Patrick Courtois    |                    | UMP                | Jean-Patrick Courtois        |        | UMP    |
| 71  | Saône-et-Loire                  | André Pourny             |                    | UMP                | René Beaumont                |        | UMP-R  |
| 72  | Sarthe                          | Roland du Luart          |                    | UMP                | Roland du Luart              |        | UMP    |
| 72  | Sarthe                          | Marcel-Pierre Cléach     |                    | UMP                | Marcel-Pierre Cléach         |        | UMP    |
| 72  | Sarthe                          | Jacques Chaumont         |                    | UMP                | François Fillon              |        | UMP    |
| 73  | Savoie                          | Jean-Pierre Vial         |                    | UMP                | Jean-Pierre Vial             |        | UMP    |
| 73  | Savoie                          | Roger Rinchet            |                    | SOC                | Thierry Repentin             |        | SOC    |
| 74  | Haute-Savoie                    | Jean-Paul Amoudry        |                    | UC                 | Jean-Paul Amoudry            |        | UC     |
| 74  | Haute-Savoie                    | Jean-Claude Carle        |                    | UMP                | Jean-Claude Carle            |        | UMP    |
| 74  | Haute-Savoie                    | Pierre Hérisson          |                    | UMP                | Pierre Hérisson              |        | UMP    |
| 75  | Paris                           | Jean Chérioux            |                    | UMP                | Philippe Goujon              |        | UMP    |
| 75  | Paris                           | Jacques Dominati         |                    | UMP                | Marie-Thérèse Hermange       |        | UMP    |
| 75  | Paris                           | Roger Romani             |                    | UMP                | Roger Romani                 |        | UMP    |
| 75  | Paris                           | Philippe de Gaulle       |                    | UMP                | Philippe Dominati            |        | RASNAG |
| 75  | Paris                           | Christian de La Malène   |                    | UMP-R              | Yves Pozzo di Borgo          |        | UC     |
| 75  | Paris                           | Bernard Plasait          |                    | UMP                | Roger Madec                  |        | SOC    |
| 75  | Paris                           | Maurice Ulrich           |                    | UMP                | Bariza Khiari                |        | SOC    |
| 75  | Paris                           | Claude Estier            |                    | SOC                | Jean-Pierre Caffet           |        | SOC    |
| 75  | Paris                           | Jean-Yves Mano           |                    | SOC                | Alima Boumediene-Thiery      |        | SOC-R  |
| 75  | Paris                           | Danièle Pourtaud         |                    | SOC                | David Assouline              |        | SOC    |
| 75  | Paris                           | Nicole Borvo Cohen-Seat  |                    | CRC                | Nicole Borvo Cohen-Seat      |        | CRC    |
| 75  | Paris                           | Jean-Yves Autexier       |                    | CRC                | Jean Desessard               |        | SOC-R  |
| 76  | Seine-Maritime                  | Charles Revet            |                    | UMP                | Charles Revet                |        | UMP    |
| 76  | Seine-Maritime                  | Patrice Gélard           |                    | UMP                | Patrice Gélard               |        | UMP    |
| 76  | Seine-Maritime                  | Annick Bocandé           |                    | UC                 | Catherine Morin-Desailly     |        | UC     |
| 76  | Seine-Maritime                  | Marc Massion             |                    | SOC                | Marc Massion                 |        | SOC    |
| 76  | Seine-Maritime                  | Henri Weber              |                    | SOC                | Sandrine Hurel               |        | SOC    |
| 76  | Seine-Maritime                  | Thierry Foucaud          |                    | CRC                | Thierry Foucaud              |        | CRC    |
| 77  | Seine-et-Marne                  | Jean-Jacques Hyest       |                    | UMP                | Jean-Jacques Hyest           |        | UMP    |
| 77  | Seine-et-Marne                  | Paul Dubrule             |                    | UMP                | Colette Mélot                |        | UMP    |
| 77  | Seine-et-Marne                  | Philippe François        |                    | UMP                | Michel Houel                 |        | UMP    |
| 77  | Seine-et-Marne                  | Jacques Larché           |                    | UMP                | Yannick Bodin                |        | SOC    |
| 77  | Seine-et-Marne                  | siège créé               | siège créé         | siège créé         | Nicole Bricq                 |        | SOC    |
| 77  | Seine-et-Marne                  | siège créé               | siège créé         | siège créé         | Michel Billout               |        | CRC    |
| 78  | Yvelines                        | Dominique Braye          |                    | UMP                | Dominique Braye              |        | UMP    |
| 78  | Yvelines                        | Alain Gournac            |                    | UMP                | Alain Gournac                |        | UMP    |
| 78  | Yvelines                        | Alain Schmitz            |                    | UMP                | Bernadette Dupont            |        | UMP-A  |
| 78  | Yvelines                        | Nicolas About            |                    | UC                 | Nicolas About                |        | UC     |
| 78  | Yvelines                        | Jacques Bellanger        |                    | SOC                | Catherine Tasca              |        | SOC    |
| 78  | Yvelines                        | siège créé               | siège créé         | siège créé         | Adeline Gousseau             |        | UMP    |
| 79  | Deux-Sèvres                     | Michel Bécot             |                    | UMP                | Michel Bécot                 |        | UMP    |
| 79  | Deux-Sèvres                     | André Dulait             |                    | UMP                | André Dulait                 |        | UMP    |
| 80  | Somme                           | Pierre Martin            |                    | UMP                | Pierre Martin                |        | UMP    |
| 80  | Somme                           | Marcel Deneux            |                    | UC                 | Marcel Deneux                |        | UC     |
| 80  | Somme                           | Fernand Demilly          |                    | RDSE               | Daniel Dubois                |        | UC     |
| 81  | Tarn                            | Jean-Marc Pastor         |                    | SOC                | Jean-Marc Pastor             |        | SOC    |
| 81  | Tarn                            | Roger Lagorsse           |                    | SOC                | Jacqueline Alquier           |        | SOC    |
| 82  | Tarn-et-Garonne                 | Yvon Collin              |                    | RDSE               | Yvon Collin                  |        | RDSE   |
| 82  | Tarn-et-Garonne                 | Jean-Michel Baylet       |                    | RDSE               | Jean-Michel Baylet           |        | RDSE   |
| 83  | Var                             | François Trucy           |                    | UMP                | François Trucy               |        | UMP    |
| 83  | Var                             | André Geoffroy           |                    | UMP                | Hubert Falco                 |        | UMP    |
| 83  | Var                             | René-Georges Laurin      |                    | UMP                | Christiane Hummel            |        | UMP    |
| 83  | Var                             | siège créé               | siège créé         | siège créé         | Pierre-Yves Collombat        |        | SOC    |
| 84  | Vaucluse                        | Alain Dufaut             |                    | UMP                | Alain Dufaut                 |        | UMP    |
| 84  | Vaucluse                        | Claude Haut              |                    | SOC                | Claude Haut                  |        | SOC    |
| 84  | Vaucluse                        | siège créé               | siège créé         | siège créé         | Alain Milon                  |        | UMP    |
| 85  | Vendée                          | Philippe Darniche        |                    | RASNAG             | Philippe Darniche            |        | RASNAG |
| 85  | Vendée                          | Jacques Oudin            |                    | UMP                | Bruno Retailleau             |        | RASNAG |
| 85  | Vendée                          | Louis Moinard            |                    | UC                 | Jean-Claude Merceron         |        | UC     |
| 86  | Vienne                          | Alain Fouché             |                    | UMP                | Alain Fouché                 |        | UMP    |
| 86  | Vienne                          | René Monory              |                    | UMP                | Jean-Pierre Raffarin         |        | UMP    |
| 87  | Haute-Vienne                    | Jean-Claude Peyronnet    |                    | SOC                | Jean-Claude Peyronnet        |        | SOC    |
| 87  | Haute-Vienne                    | Jean-Pierre Demerliat    |                    | SOC                | Jean-Pierre Demerliat        |        | SOC    |
| 88  | Vosges                          | Christian Poncelet       |                    | UMP                | Christian Poncelet           |        | UMP    |
| 88  | Vosges                          | Gérard Braun             |                    | UMP-R              | Jackie Pierre                |        | UMP    |
| 89  | Yonne                           | Henri de Raincourt       |                    | UMP                | Henri de Raincourt           |        | UMP    |
| 89  | Yonne                           | Serge Franchis           |                    | UMP                | Pierre Bordier               |        | UMP    |
| 91  | Essonne                         | Laurent Béteille         |                    | UMP                | Laurent Béteille             |        | UMP    |
| 91  | Essonne                         | Max Marest               |                    | UMP                | Serge Dassault               |        | UMP    |
| 91  | Essonne                         | Bernard Mantienne        |                    | UC                 | Jean-Luc Mélenchon           |        | SOC    |
| 91  | Essonne                         | Claire-Lise Campion      |                    | SOC                | Claire-Lise Campion          |        | SOC    |
| 91  | Essonne                         | Paul Loridant            |                    | CRC                | Bernard Vera                 |        | CRC    |
| 92  | Hauts-de-Seine                  | Charles Ceccaldi-Raynaud |                    | UMP                | Isabelle Debré               |        | UMP    |
| 92  | Hauts-de-Seine                  | Jean-Pierre Fourcade     |                    | UMP                | Jean-Pierre Fourcade         |        | UMP    |
| 92  | Hauts-de-Seine                  | Roger Karoutchi          |                    | UMP                | Roger Karoutchi              |        | UMP    |
| 92  | Hauts-de-Seine                  | Jean-Pierre Schosteck    |                    | UMP                | Charles Pasqua               |        | UMP-A  |
| 92  | Hauts-de-Seine                  | Denis Badré              |                    | UC                 | Denis Badré                  |        | UC     |
| 92  | Hauts-de-Seine                  | Robert Badinter          |                    | SOC                | Robert Badinter              |        | SOC    |
| 92  | Hauts-de-Seine                  | Roland Muzeau            |                    | CRC                | Roland Muzeau                |        | CRC    |
| 93  | Seine-Saint-Denis               | Christian Demuynck       |                    | UMP                | Christian Demuynck           |        | UMP    |
| 93  | Seine-Saint-Denis               | Ernest Cartigny          |                    | RDSE               | Philippe Dallier             |        | UMP-R  |
| 93  | Seine-Saint-Denis               | Jacques Mahéas           |                    | SOC                | Jacques Mahéas               |        | SOC    |
| 93  | Seine-Saint-Denis               | Marcel Debarge           |                    | SOC                | Dominique Voynet             |        | SOC-R  |
| 93  | Seine-Saint-Denis               | Jack Ralite              |                    | CRC                | Jack Ralite                  |        | CRC    |
| 93  | Seine-Saint-Denis               | Danielle Bidard-Reydet   |                    | CRC                | Éliane Assassi               |        | CRC    |
| 94  | Val-de-Marne                    | Jean Clouet              |                    | UMP                | Christian Cambon             |        | UMP    |
| 94  | Val-de-Marne                    | Lucien Lanier            |                    | UMP                | Catherine Procaccia          |        | UMP    |
| 94  | Val-de-Marne                    | Jean-Marie Poirier       |                    | UMP                | Jean-Jacques Jégou           |        | UC     |
| 94  | Val-de-Marne                    | Hélène Luc               |                    | CRC                | Hélène Luc                   |        | CRC    |
| 94  | Val-de-Marne                    | Odette Terrade           |                    | CRC                | Jean-François Voguet         |        | CRC    |
| 94  | Val-de-Marne                    | Serge Lagauche           |                    | SOC                | Serge Lagauche               |        | SOC    |
| 95  | Val-d'Oise                      | Gérard Claudel           |                    | UMP-A              | Nelly Olin                   |        | UMP    |
| 95  | Val-d'Oise                      | Jean-Philippe Lachenaud  |                    | UMP                | Hugues Portelli              |        | UMP    |
| 95  | Val-d'Oise                      | Marie-Claude Beaudeau    |                    | CRC                | Robert Hue                   |        | CRC    |
| 95  | Val-d'Oise                      | Bernard Angels           |                    | SOC                | Bernard Angels               |        | SOC    |
| 95  | Val-d'Oise                      | siège créé               | siège créé         | siège créé         | Raymonde Le Texier           |        | SOC    |
| 971 | Guadeloupe                      | Lucette Michaux-Chevry   |                    | UMP                | Lucette Michaux-Chevry       |        | UMP    |
| 971 | Guadeloupe                      | Dominique Larifla        |                    | RDSE               | Daniel Marsin                |        | RDSE   |
| 971 | Guadeloupe                      | siège créé               | siège créé         | siège créé         | Jacques Gillot               |        | SOC-A  |
| 972 | Martinique                      | Claude Lise              |                    | SOC-A              | Claude Lise                  |        | SOC-A  |
| 972 | Martinique                      | Rodolphe Désiré          |                    | RDSE               | Serge Larcher                |        | SOC-A  |
| 975 | Saint-Pierre-et-Miquelon        | Victor Reux              |                    | UMP                | Denis Detcheverry            |        | UMP-R  |
| 976 | Mayotte                         | Marcel Henry             |                    | UC                 | Adrien Giraud                |        | UC     |
| 976 | Mayotte                         | nouveau siège créé       | nouveau siège créé | nouveau siège créé | Soibahadine Ibrahim Ramadani |        | UMP    |
| NC  | Français établis hors de France | Xavier de Villepin       |                    | UMP                | Joëlle Garriaud-Maylam       |        | UMP    |
| NC  | Français établis hors de France | Christian Cointat        |                    | UMP                | Christian Cointat            |        | UMP    |
| NC  | Français établis hors de France | Hubert Durand-Chastel    |                    | UMP-R              | Christiane Kammermann        |        | UMP    |
| NC  | Français établis hors de France | Guy Penne                |                    | SOC                | Richard Yung                 |        | SOC    |

## Élection du président du Sénat
| Candidat                 | Candidat                 | Département d’élection   | Parti                    | Voix | %     |
| ------------------------ | ------------------------ | ------------------------ | ------------------------ | ---- | ----- |
|                          | Christian Poncelet       | Vosges                   | UMP                      | 191  | 62,01 |
|                          | Jean-Pierre Bel          | Ariège                   | SOC                      | 116  | 37,66 |
|                          | Robert Badinter          | Hauts-de-Seine           | SOC                      | 1    | 0,32  |
|                          |                          |                          |                          |      |       |
| Votes valides            | Votes valides            | Votes valides            | Votes valides            | 308  | 94,77 |
| Votes blancs ou nuls     | Votes blancs ou nuls     | Votes blancs ou nuls     | Votes blancs ou nuls     | 17   | 5,23  |
| Votes nuls               | Votes nuls               | Votes nuls               | Votes nuls               | 2    | 0,58  |
| Total                    | Total                    | Total                    | Total                    | 331  | 100   |
| Abstention               | Abstention               | Abstention               | Abstention               | 6    | 1,81  |
| Inscrits / participation | Inscrits / participation | Inscrits / participation | Inscrits / participation | 325  | 98,19 |